# Гарсия, Доминго
Доми́нго Гарси́я Эре́диа (исп. Domingo García Heredia; 30 ноября 1904, Лима — 19 декабря 1986) — перуанский футболист, полузащитник, участник чемпионата мира 1930 и чемпионата Южной Америки 1935.

## Карьера

### Клубная
Всю свою карьеру Доминго Гарсия провёл, выступая за перуанский клуб «Альянса Лима».

### В сборной
Дебют Гарсии в национальной сборной состоялся в 1930 году на первом чемпионате мира в Уругвае. Он вышел на поле в стартовой игре против румын, однако перуанцы проиграли. На второй матч тренер Перу Франсиско Бру Гарсию в состав уже не поставил.
В 1935 году Доминго Гарсия принимал участие в чемпионате Южной Америки, провёл три матча. На этом его карьера в сборной завершилась.
| № | Дата           | Место проведения    | Соперник  | Счёт | Голы | Соревнование                 |
| - | -------------- | ------------------- | --------- | ---- | ---- | ---------------------------- |
| 1 | 14 июля 1930   | Монтевидео, Уругвай | Румыния   | 1:3  | —    | Чемпионат мира 1930          |
| 2 | 13 января 1935 | Лима, Перу          | Уругвай   | 0:1  | —    | Чемпионат Южной Америки 1935 |
| 3 | 20 января 1935 | Лима, Перу          | Аргентина | 1:4  | —    | Чемпионат Южной Америки 1935 |
| 4 | 26 января 1935 | Лима, Перу          | Чили      | 1:0  | —    | Чемпионат Южной Америки 1935 |

Итого: матчей — 4 / голов — 0; побед — 1, ничьих — 0, поражений — 3